# Theobroma bicolor
Theobroma bicolor («какао двоколірне») — багаторічна рослина роду Теоброма з підродини Byttnerioideae родини Мальвових. Має інші назви: «дике какао», «баламте» (balam te’ — «ягуарове дерево») — у мая-лакандонів, «паташте» — у мая-кекчі та юкатеків, «пек» — мая-кіче, «куаупатлачтлі» — народів науа, «дерево-мокамбо», «мотело».

## Опис
Дерево заввишки 7-12 м, втім, зазвичай 3-5 м. Листки довгасті або яйцеподібні, 20-36 см завдовжки і завширшки 8-17 см, із з округлою або серцеподібною основою та загостреною верхівкою.
Його плоди з насінням доволі великі, втік не такі гіркі як у какао (Theobroma cacao). На відміну від какао-бобів дозріле насіння Theobroma bicolor містить значно менше кофеїну та з невеликим вмістом теоброміну, присутні Омега-9. Плоди м'якші і ніжніші за смаком.
М'якоть плоду рожево-помаранчевого кольору, за смаком нагадує щось середнє між канталупою (мускусною динею) і папаєю. У 100 г міститься 44,0 кал, води — 88,0 г, білків — 2,1 г, ліпідів — 0,8 г, вуглеводів 8,3 г, фосфору — 44,0 мг, заліза — 0,5 мг, вітаміну А (ретінол) — 28,0 мг, тіаміну — 0,08 мг, рибофлавіну — 0,09 мг, ніацину — 3,10 мг, аскорбінової кислоти — 22,80 мг.

## Культивація
Росте швидше за дерева какао, але все ж таки доволі повільно у порівняні з іншими тропічними деревами. Воліє до пухких ґрунтів. Здатне витримувати повільні та середні повені. Плодоносить з березня по листопад.
На сьогоднішній день втрачає свої позиції навіть у високогірних мая. Його перестають вирощувати, замінюють на каву і все рідше вважають придатним для вживання продуктом. Більш того, було відзначено, що підсмажені насіння паташте за смаком нагадують арахіс, який легше вирощувати, тому останній також посунув в раціоні мая Theobroma bicolor.

## Поширення
Зростає на півдні Мексики, у Центральній Америці. Штучно поширено в амазонській частині Бразилії, Перу, Колумбії та Еквадору.

## Використання
Почали збиратися та вирощуватися народами мая майже одночасно з какао. Мешканці Месоамерики стежили за Theobroma bicolor, в якійсь мірі впливали на нього, але воно не є результатом селекційної роботи мая і ацтеків. Назва баламте згадується у Чилам-Балам, паташте — Пополь-Вух, пек — Рабіналь-ачі. Його плоди часто продавалися на ринках доколумбової Месоамерики, втім цінували їх менше какао. Давні мая полюбляли напій, зроблений з насіння Theobroma bicolor і Theobroma cacao. Також споживали м'ять дикого какао сирим.
Вона була основним інгредієнтом ряду напоїв: тісте — холодного напою, що готується з какао, цукру, кориці, аннато і маїсу; піноле — напою в Центральній та Західній Гватемалі з кукурудзяного борошна (або рисового), різних спецій (зазвичай кориці і ванілі), цукру і Theobroma bicolor.
У долині Оахаки насіння Theobroma bicolor цінують за його вміст — з нього отримують «масло». Воно продається на ринках і його їдять разом з атоле (рідкою кукурудзяною кашкою). Також в Мексиці та країнах Центральної Америки насіння «дикого какао» підсмажують, солять і їдять як горішки або розмелюють і готують з цього напій.
Навіть після Конкісти Theobroma bicolor разом із какао тривалий час використовували як товари. В даний час насіння можна зустріти під назвою «варіба» або «тигрове какао», яке, є спотвореним перекладом баламте — «ягуарового дерева».